# Иох
Иох ( Египатски: Jˁḥ, познат и као Јах, Јох или Ах) је бог Месеца у египатској религији. Његово име значи месец. Све до Новог краљевства је био мање познат као божанство месеца. Познатији су били Тот и Консу, али се често повезиовао са њима.
Он је понекад сматра одраслом формом Консуа и све више преузима његове карактеристике. Иох  се појављује у амајлијама. Он се разликовао од Консуа, зато што обично носи перику, а понекад и круну. Како је време пролазило, Иох је постао Иох-Дјути, што значи "Бог младог Месеца."
Иох је такође асимиловао са Озирисом, богом мртвих. Можда зато што у његовом месечном циклусу, месец изгледа као да се обновио. Иох је преузео и аспект Тота, бога знања, писања и рачунања. 
Једна краљица Египта се звала Иох, по овом богу.